# Lacuna Coil
Lacuna Coil (prononcé : [ləˈkuːnə ˈkɔɪl]) est un groupe italien de metal gothique, originaire de Milan. Le groupe est formé en 1994, d'abord sous le nom de Sleep of Right puis d'Ethereal.
Leur musique s'inspire du mouvement gothique, utilisant des lignes de guitare mélodieuses, alternant chant lourd et clair, avec une légère influence pop. D'après ses membres, le groupe est influencé par d'autres tels que Paradise Lost, Tiamat, Septicflesh ou encore Type O Negative.

## Historique

### Débuts (1994-1998)
En 1994, à Milan, en Lombardie, Andrea Ferro (chant) et Marco Coti Zelati (basse/composition) fondent le groupe Sleep of Right, et recrutent Raffaele Zagaria à la guitare, et Michaelangelo à la batterie. Après deux démos, Bleeding Souls et Noise of Bolgia, Claudio Leo devient le second guitariste du groupe, et Leonardo Forti remplace Michaelangelo à la batterie après son départ. Le groupe demande alors à Cristina Scabbia, une amie, d'intégrer brièvement la formation en tant que chœur, pour finalement en faire une membre officielle de Sleep of Right. Peu de temps après, le groupe change de nom pour Ethereal, et signe avec Century Media en fin d'année 1997. Constatant que le nom Ethereal était déjà utilisé par un groupe grec, ils changent alors leurs nom pour Lacuna Coil, ce qui signifie « spirale de lacune. La traduction anglaise la plus proche étant “Empty Spiral”. »
En 1998, ils sortent leur premier EP, intitulé Lacuna Coil. L'album a été produit par Waldemar Sorychta (qui travaille avec eux jusqu'à l'album Comalies), publié par Century Media. Peu de temps après, trois membres quittent le groupe : Raphaël Zagaria, Claudio Leo et Leonardo Forti. En conséquence, le guitariste Cristiano Migliore et le batteur Cristiano Mozzati sont alors recrutés officiellement. À ce stade, le groupe est en tournée avec le groupe portugais Moonspell.

### In a ReverieàUnleashed Memories(1998-2002)

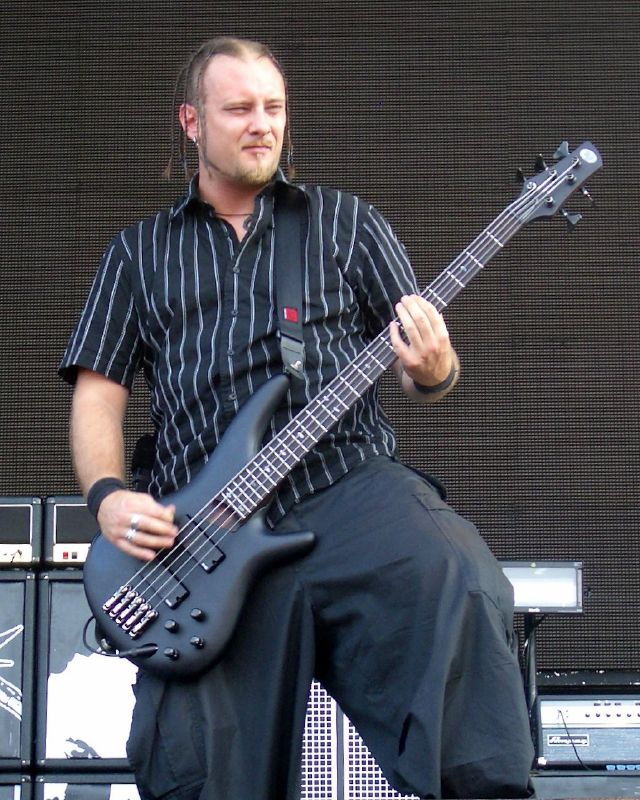
Marco Coti Zelati, bassiste du groupe.

Après une seconde tournée européenne, le groupe enregistre son premier album « complet », In a Reverie, et s'enrichit d'un second guitariste, Marco Biazzi. Afin de promouvoir leur album, le groupe entame une nouvelle tournée européenne au cours de laquelle il partage la vedette avec le groupe de folk metal britannique Skyclad. AllMusic octroie quatre étoiles à cet album, disant que c'est « un bon début pour un groupe qui mérite d'être surveillé. »[réf. nécessaire]
En 2000, le groupe sort son second EP, intitulé Half-Life, composé de cinq chansons intitulés Half Life, Hyperfast, Stars, Trance Awake, et une version démo d'une chanson à venir, Senzafine. Senzafine est ajouté au prochain gros projet du groupe, leur album de 2001, Unleashed Memories. Cet album studio est composé de seulement 10 titres, mais une réédition inclut les cinq titres de l'EP Half-Life.

### Comalies(2002-2006)
En 2002, Lacuna Coil sort un nouvel album studio, Comalies. Ce dernier, avec ses rythmes hybrides de hard rock et de mélodies symphonique reçoit des acclamations et des critiques élogieuses de l'ensemble du monde du metal,,. Bien qu'étant un acteur important de la scène metal européenne, le groupe est pratiquement inconnu aux États-Unis. C'est la série télévisée Uranium qui donne au groupe certaines de ses premières expositions aux États-Unis, et un an plus tard, le premier single tiré de cet album, Heaven's a Lie, commence à recevoir l'attention des radios et des médias américains pour porter le groupe au premier plan de la scène musicale d'Amérique du Nord. Ils annoncent leur première tournée en 2003, aux côtés de Dog Fashion Disco,.
En 2004, Comalies devient l'album le plus vendu de l'histoire de Century Media. La même année, Lacuna Coil se produit sur le festival itinérant américain Ozzfest, aux côtés de Slipknot et Black Sabbath (entre autres), ce qui leur ouvrit un nouveau succès aux États-Unis et entame une deuxième carrière pour l'album Comalies. Une version collector de l'album Comalies a été mise en vente en magasin ainsi que sur iTunes. Cette version est composée d'une version live et d'une version acoustique des chansons, Heaven's a Lie, Swamped, Unspoken, Aeon, et Senzafine de l'album Unleashed Memories. Au début de l'année 2005, Heaven's a Lie remporte le prix de la « meilleure chanson hard rock/metal » au 4e concours annuel Awards Independent Music. Le second single, Swamped, sera utilisé dans le jeu vidéo Vampire: The Masquerade - Bloodlines, et il fait également partie de la bande originale du film Resident Evil: Apocalypse.

### Karmacode(2006-2008)

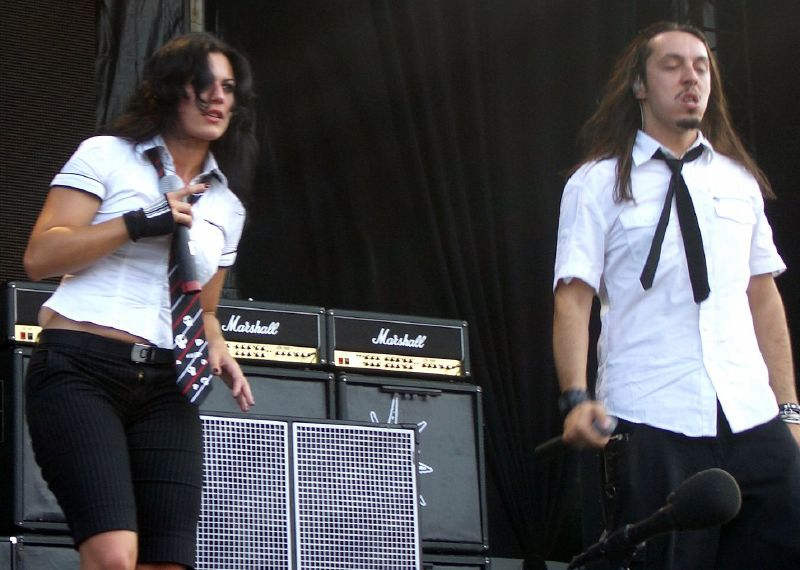
Cristina Scabbia et Andrea Ferro au festival Ozzfest de 2006.

Le groupe et son label décident de reporter la sortie de leur nouvel album Karmacode pour le début de l'année 2006. Selon le site internet du groupe, cela a permis de consacrer plus de temps à la production, et d'éviter les sorties d'album métal de l'été 2005. Le 23 décembre 2005, le groupe a annoncé sur son site internet que tous les enregistrements, le mixage et le mastering de Karmacode étaient accomplis. Il a ensuite annoncé que l'album sortirait aux États-Unis le 4 avril 2006.
Lors de leur tournée européenne en 2005, Lacuna Coil a joué deux nouvelles chansons (titre provisoire : A2 et Antonio) à certains concerts. Par la suite, Antonio devient Our Truth, et A2 fut rebaptisée Fragile, qui est le morceau d'ouverture de Karmacode. À sa sortie, Karmacode est classé 28e aux charts du Billboard Magazine, il est acclamé par la critique musicale et de nombreux magazines,,,. Parallèlement à la sortie du nouvel album, Lacuna Coil est en tournée avec Rob Zombie en Amérique du Nord au début de l'année 2006, il est également apparu au festival Ozzfest de 2006 sur la scène principale. Le groupe a également joué au Download Festival de 2006, un festival de musique de trois jours en Angleterre à Donington Park, partage la tête d'affiche avec Metallica, Tool, et Guns N' Roses. Le 17 octobre 2006, le temps d'une soirée, le groupe se produit au Royaume-Uni à Sheffield Corporation. En décembre de cette même année, Lacuna Coil a fait équipe avec In Flames, The Sword et Seemless pour une tournée aux États-Unis, ainsi que le festival The Blackest of the Black 2006 (avec en tête d'affiche  Danzig, et des groupes comme Asesino, Belphegor et The Haunted).
Quatre singles seront tirés de Karmacode : Our Truth, Closer, Within Me, et une reprise de Depeche Mode, Enjoy the Silence. Our Truth est le premier single, et un clip vidéo a été produit. La chanson est présentée dans le film Underworld 2 : Évolution et atteint la quarantième place du Billboard Mainstream Rock aux États-Unis,. En mars 2007, Lacuna Coil accompagne Stone Sour et Shadows Fall au festival Jägermeister Music Tour. En mai, le groupe fait une tournée aux États-Unis avec Within Temptation et  The Gathering : The Hottest Chicks in Metal Tour 2007. En octobre 2007, Lacuna Coil se produit pour la première fois au Japon à l'occasion du festival Loudpark au Saitama Super Arena dans la ville de Saitama.

### Shallow Life(2008-2010)

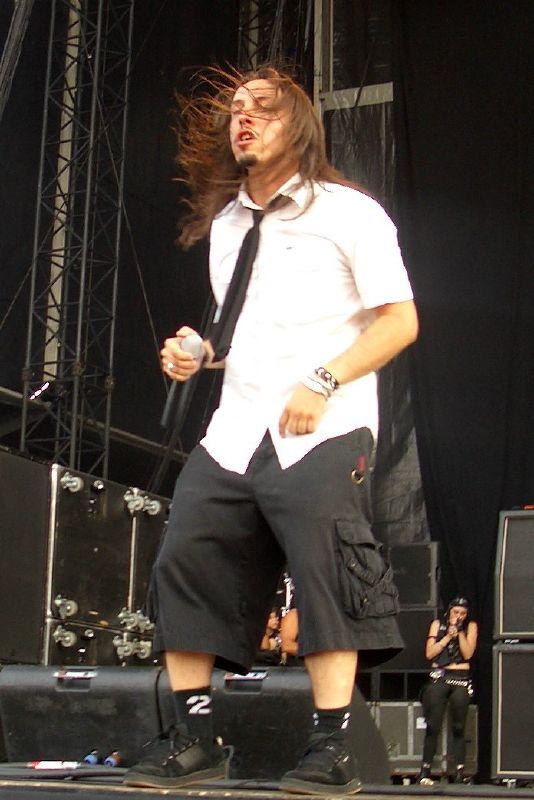
Andrea Ferro.

Premier DVD live de Lacuna Coil sortie en novembre 2008, il contient des vidéos live des festivals Wacken 2007 (Allemagne), Loudpark 2007 (Japon) et les clips de l'album Karmacode.
En 2008, il est annoncé que le cinquième album studio de Lacuna Coil serait produit par Don Gilmore, et aurait des influences orientales. Cristina Scabbia confie au magazine Rock Sound, « C'est différent, mais c'est notre style. Nous n'avons pas fait quelque chose complètement différent de notre style, parce que ça ne serait pas naturel, ça serait bizarre - ça ne serait pas nous. Les chansons sont nettement plus puissantes, plus complètes, plus intenses, plus « droit au but ». » Andrea Ferro dit : « Nous avons davantage porté l'attention sur le véritable sens des chansons, de sorte que le chant soit un peu plus important. Nous avons beaucoup travaillé avec Don Gilmore sur la prononciation des mots en anglais, afin que les gens comprennent vraiment le sens des mots. Il y a des chœurs forts, où les gens peuvent s'identifier et vraiment comprendre ce que nous voulons dire. »
Le 13 décembre 2008, il a été révélé que le nouvel album serait intitulé Shallow Life. Ce dernier est sorti le 20 avril 2009 en Europe et le 21 avril 2009 aux États-Unis. Il débuta à la 16e place du Billboard Top 200 Album Chart, et devient le premier album de Lacuna Coil présent dans le top 20 des États-Unis. Il compte près de 70 000 exemplaires vendus.
En février et mars 2009, Lacuna Coil participe au festival de musique australien Soundwave aux côtés de DevilDriver, In Flames, Lamb of God et Nine Inch Nails. Le festival se déroule dans cinq grandes villes, dans lesquelles ils ont joué leur nouveau titre Spellbound de leur album Shallow Life pour la première fois. Plus tard, en juillet 2009, Lacuna Coil entreprend la tournée américaine Spellbound, aux côtés de Kill Hannah, Seventh Void (en) et Dommin (en). Ce fut pour Lacuna Coil leur première tête d'affiche américaine depuis plus de deux ans.

### Dark AdrenalineetBroken Crown Halo(2011-2015)
Le 17 octobre 2011 sort Trip the Darkness, le premier single de l'album Dark Adrenaline. Initialement prévu pour octobre 2011, l'album sort finalement le 24 janvier 2012.
En septembre 2013, le groupe annonce l'enregistrement de leur nouvel album par Jay Baumgardner. Produit par Century Media, l'album Broken Crown Halo sort le 1er avril 2014. Il se vend à 13 000 exemplaires en une semaine. 2014 marque aussi les départs de Cristiano Migliore et Cristiano Mozzati. Tous deux quittent le groupe pour raisons personnelles mais restent chacun en bons termes avec le reste du groupe[réf. nécessaire].

### Delirium(depuis 2016)

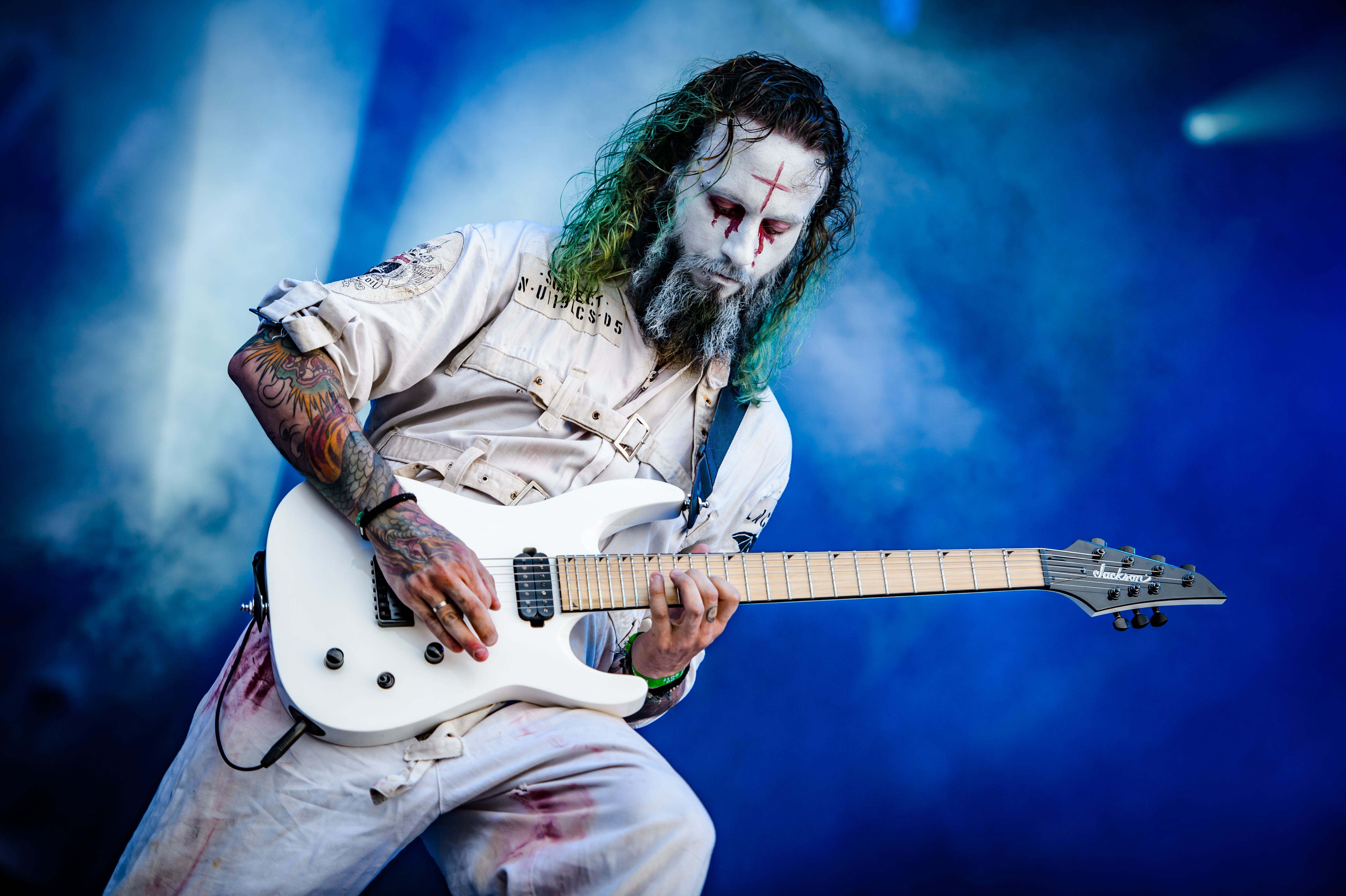
Diego Cavallotti.

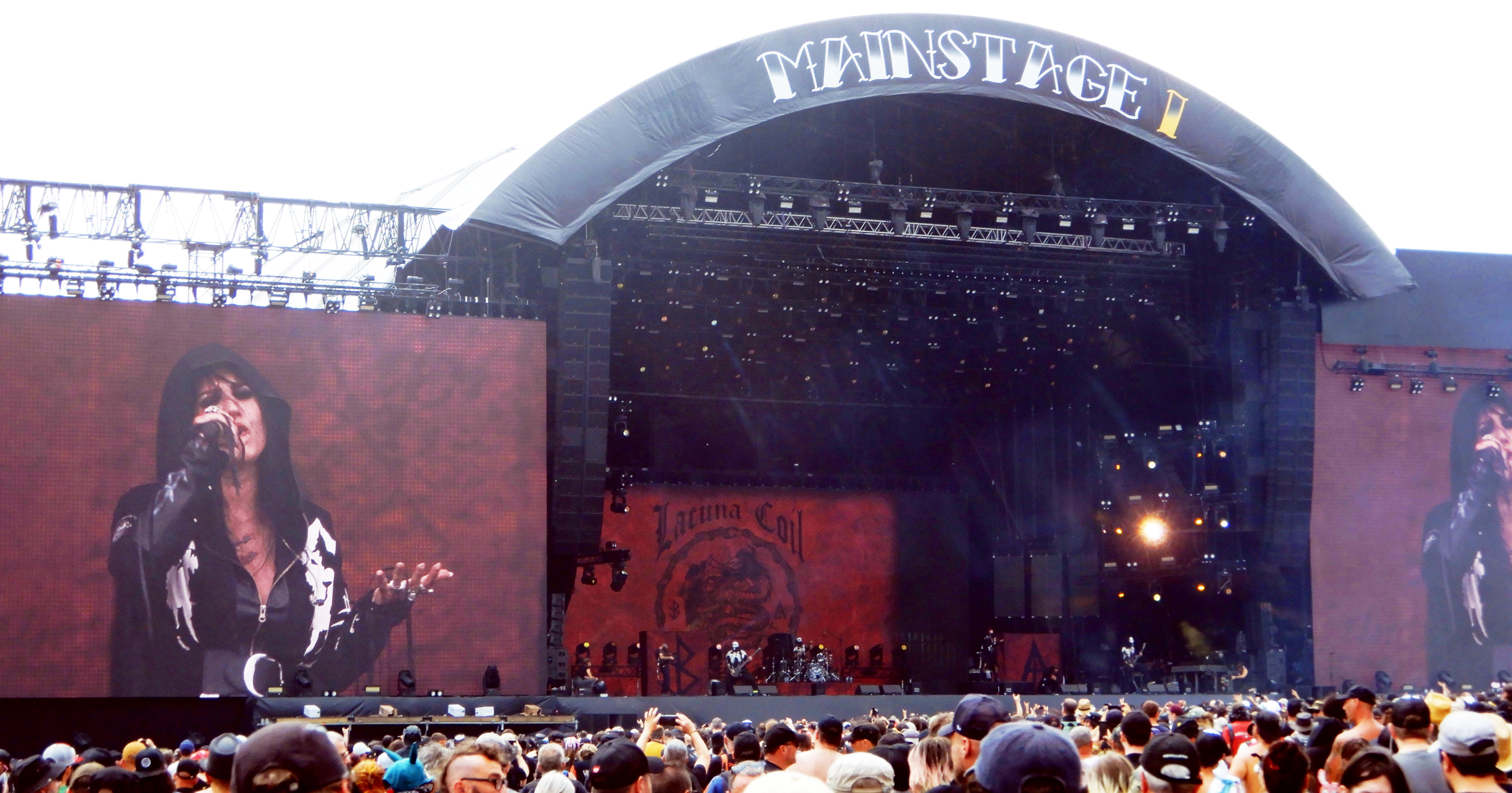
Lacuna Coil au Hellfest 2022

Le 14 janvier 2016, le groupe annonce le départ de Marco « Maus » Biazzi guitariste de longue date. Toutefois le groupe déclare que ce départ se fait sans animosité. Le 8 avril 2016, Lacuna Coil publie la chanson The House of Shame et annonce l'arrivée de son nouvel et huitième album pour le 27 mai 2016, composé de 11 pistes,. Le 11 avril 2016, Cristina Scabbia et Andrea Ferro présentent leur nouveau guitariste live Diego Cavallotti pour leur prochaine tournée. L'album intitulé Delirium, atteint la 33e place du Billboard 200 avec 13 000 exemplaires vendus en une semaine. En juillet, ils publient l'album du single-titre. Le même mois, ils jouent en Chine pour la toute première fois.
En 2017, Epica annoncent leur tournée nord-américaine s'intitulant The Ultimate Principle. Cette tournée comprend alors trois premières parties avec Elantris, Insomnium et Lacuna Coil. Lors de cette tournée ils annoncent aussi la publication de leur livre Nothing Stand In Our Way, prévue en 2018. Le 19 janvier 2018, le groupe a fêté comme il se doit leurs 20 années d’existence avec un show spectaculaire, représentant un cirque gothique, à Londres au O2 Forum Kentish Town. Le 19 janvier fait référence à leur titre 1.19 sorti de leur album Unleashed Memories.
Le 17 juin 2024, le groupe annonce le départ du guitariste Diego Cavallotti, qui faisait partie du groupe depuis 2016.
Le 2 octobre 2024, Lacuna Coil a sorti son nouveau single, "Oxygen", qui fera partie de leur dixième album studio, Sleepless Empire. L'album sort le 14 février 2025 sous le label Century Media Records.

## Membres

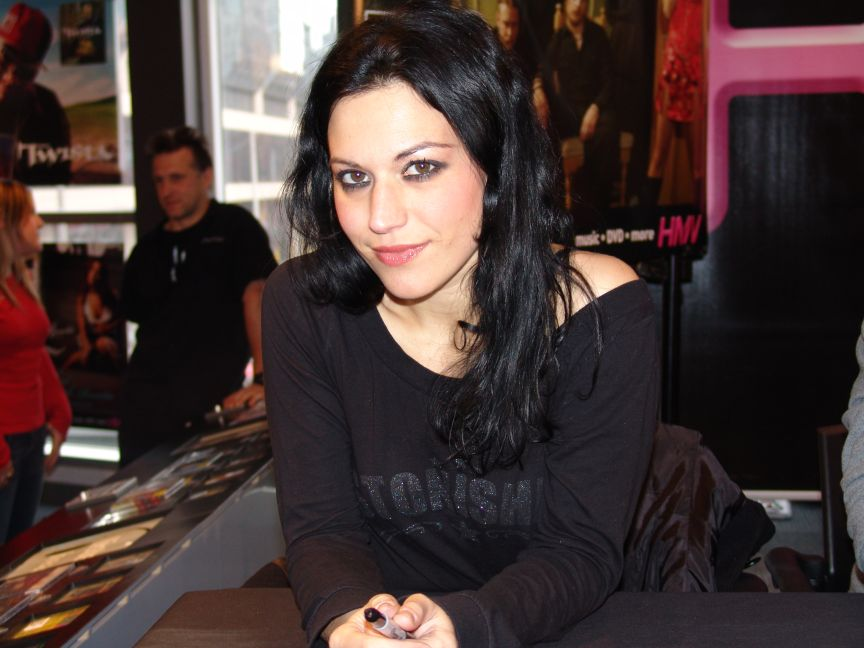
Cristina Scabbia.

### Membres actuels
- Andrea Ferro — chant (depuis 1994)
- Marco Coti Zelati — basse, clavier (depuis 1994)
- Cristina Scabbia — chant (depuis 1996)
- Richard Meiz - batterie (depuis 2019)[44]

### Anciens membres
- Michaelangelo Algardi — batterie, percussions (1994)
- Raffaele Zagaria — guitare (1994–1998)
- Claudio Leo — guitare (1994–1998 ; décédé en 2013)[45]
- Leonardo Forti - batterie, percussions (1994-1998)
- Cristiano « Pizza » Migliore — guitare (1998-2014)[46]
- Cristiano « CriZ » Mozzati — batterie, percussions (1998-2014)[46]
- Marco « Maus » Biazzi — guitare (1999-2016)
- Ryan Blake Folden — batterie (2014-2019 ,tournée 2012-2013 ; membre de This Is She)
- Diego Cavallotti - guitare (2016-2024)[42]

### Membres de tournée
- Steve Minelli — guitare (mars–avril 1998 ; membre de Node, Death SS)
- Alice Chiarelli — clavier (mars–avril 1998 ; membre de Alice in Darkland)

## Discographie

### Albums studio
- 1999 : In a Reverie
- 2001 : Unleashed Memories
- 2002 : Comalies
- 2006 : Karmacode
- 2009 : Shallow Life
- 2012 : Dark Adrenaline
- 2014 : Broken Crown Halo
- 2016 : Delirium
- 2019 : Black Anima
- 2025 : Sleepless Empire

### Compilations et Albums en public
- 2005 : The EPs (Compilation des 2 EP Lacuna Coil -1998- et Halflife -2000-)
- 2009 : Manifesto of Lacuna Coil
- 2018 : The 119 Show: Live in London (Concert enregistré au O2 Forum Kentish Town le 19 janvier 2018)
- 2018 : The Presence of the Past (XX Years of Lacuna Coil) (Coffret 13CD inclus les 8 premiers albums studio, raretés, faces B, versions Live & acoustiques, remixes et les 2 EPs)
- 2021 : Live from the Apocalypse (Session Live diffusée en streaming, enregistrée le 11 septembre 2020, reprenant l'album Black Anima)
- 2022 : Comalies XX (Nouvelle version de "Comalies" sortie en 2002 pour son 20ème anniversaire)

## Vidéographie

### Clips
- 2003 : Heaven's A Lie, tiré de Comalies, dirigé par Patric Ullaeus
- 2004 : Heaven's A Lie (seconde version), tiré de Comalies
- 2004 : Swamped, tiré de Comalies, dirigé par Patric Ullaeus
- 2006 : Closer, tiré de Karmacode
- 2006 : Our Truth, tiré de Karmacode
- 2006 : Enjoy the Silence (reprise de Depeche Mode), tiré de Karmacode
- 2007 : Within Me, tiré de Karmacode
- 2009 : Spellbound, tiré de Shallow Life, dirigé par Saku (it)
- 2009 : I Won't Tell You, tiré de Shallow Life, dirigé par Saku
- 2009 : I Like It, tiré de Shallow Life
- 2011 : Trip The Darkness, tiré de Dark Adrenaline, dirigé par Saku
- 2012 : End of Time, tiré de Dark Adrenaline, dirigé par Saku
- 2013 : Give Me Something More Video, tiré de Dark Adrenaline
- 2013 : Losing My Religion (reprise de R.E.M.), tiré de Dark Adrenaline
- 2014 : Nothing Stands in Our Way, tiré de Broken Crown Halo
- 2014 : I Forgive, tiré de Broken Crown Halo
- 2016 : Delirium, tiré de Delirium
- 2017 : You Love Me 'Cause I Hate You, tiré de Delirium, dirigé par Cosimo Alemà, le clip est tourné à la manière d'un thriller policier
- 2017 : Blood, Tears, Dust, tiré de Delirium, dirigé par  Cosimo Alemà
- 2019 : Layers of Time, tiré de Black Anima, dirigé par Saku
- 2019 : Reckless, tiré de Black Anima, dirigé par Saku
- 2022 : Tight Rope XX, tiré de Comalies XX, dirigé par Trilathera
- 2024 : In The Mean Time, avec la participation d'Ash Costello, tiré du single du même nom, dirigé par Patric Ullaeus
- 2024 : Oxygen, tiré de l'album Sleepless Empire, réalisé par Daniele Tofani
- 2025 : I Wish You Were D3ad tiré de l'album Sleepless Empire, réalisé par Martina L. McLean

### Clips lyriques
- 2014 : Die and Rise, tiré de Broken Crown Halo
- 2016 : The House of Shame, tiré de Delirium
- 2016 : Naughty Christmas, hors album
- 2023 : Never Dawn, tiré du single du même nom

### Clip live
- 2008 : Our Truth, tiré du concert donné au Wacken Open Air 2007
- 2018 : Nothing Stands In Our Way, tiré de l'album The 119 Show - Live In London (issue de l'album Broken Crown Halo), dirigé par Paul M Green
- 2018 : The House of Shame, tiré de l'album The 119 Show - Live In London (issue de l'album Delirium), dirigé par Paul M Green
- 2020 : Save Me, tiré de l'album Black Anima

### DVD
- 2008 : Visual Karma (Body, Mind and Soul), coffret 2 DVD contenant l'enregistrement des concerts réalisés en 2017 au Wacken Open Air et Loud Park, des clips, des interviews, etc.
- 2018 : The 119 Show - Live In London, enregistré le 19 janvier 2018 à l'O2 Forum Kentish Town de Londres pour célébrer les 20 ans du groupe[47]